# Data
Data（發音： /ˈdeɪtə/ DAY-tə），是《星际旅行》系列中的一个人形機器人角色。曾在美剧《星际旅行：下一代》、 《星际迷航：皮卡尔》以及《星际旅行VII：日换星移》、《星际旅行VIII：第一类接触》、《星际旅行IX：起义》、《星际旅行X：复仇女神》这四部电影中登场。
Data是由宋博士设计和建造的，他的大脑有着相当出色的运算能力，并在聯邦星艦企業號 (NCC-1701-D)上担任执行长官、二副职务，随后在联邦星舰进取号 (NCC-1701-E)上担任大副和指挥官职务。Data在刚被制造出来的时候常对人类的情感感到好奇，后来的一系列事件让他了解到了人类的一些特性，也使他开始羡慕人性。宋博士曾发明了一个情感芯片，只要插入此芯片，Data就有了人类的情感。Data对人类情感的渴望也成为星际旅行中的一个重要笑点，他在植入感情芯片后表现出了极强的幽默感。
Data在星际旅行系列中被星迷们认为是斯波克的继任者，这主要体现在两人都有极高的智商，且对人类的情感不甚了解（不同之處在於Data常表現的較為天真與單純）。Data也让观众能从一个局外人的角度来看待人类。Data大脑的存储量足有100PB，相当于800万亿位元，而Data大脑的运算速度则为60Thz，相当于每秒运算60万亿次。

## 人物特性
《星际旅行》之父吉恩·罗登伯里曾说过，“Data这一角色将会越来越人性，但却成不了完完全全的人类，始终会差那么一点。”Data的扮演者布伦特·斯派尔则认为Data有点类似于卓别林所饰演的那种带一点悲伤的小丑。为了演好Data这一角色，斯派尔曾借鉴过禁忌星球（Forbidden Planet）中机器人罗比的表演方式。
Data在剧中的形象有些机械化，面部十分白，体现了Data由金属制成的特性。斯派尔曾回忆称“我有时要花上大半天的时间来化妆，就为了表现出Data机器人的特性。”
雖然理論上不具備感情，但Data在故事中時常因自己是銀河中唯一一個仿生人（人形機器人）表現出若有似無的孤單情緒，這使他始終盼望能找到其他的仿生人。在第一季的劇情中，企業號曾在某各殖民地找到了Data的一具兄弟機，他擁有幾乎完全模擬人類的感情卻本性邪惡，迫使企業號與Data不得不摧毀他，第二季時Data更還曾親手製造一名跟自己結構完全相同的小女孩仿生人，並視為女兒般的養育，但無法克服的技術問題導致了她的夭折，Data對手足之情的追求最後在電影《星际旅行X：复仇女神》中得到了回報─片中企業號發現了一架同样是宋博士制造但智力處於幼稚階段的同型機B-4。斯派尔称他最喜欢的一个桥段就是Data与著名的物理学家霍金玩扑克牌的那一集，在这一集中，霍金客串了《星际旅行》中自己的角色。

## 早年生活
Data是由宋博士于2336年在一颗名为Omicron Theta的行星上创造出来的，宋博士制造了6个仿生人（人形機器人），而Data是第五个。刚被制造出来的Data像一个婴儿，其行动和感知能力还未达到最佳状态，不过Data在成长过程中也一直在学习。宋博士对Data做出了一系列的改良，改掉了Data的一些坏毛病，例如一些人际交往方面的改动，这让Data在与人对话时变得更有礼貌，并会灵活的使用例如“谢谢”、“你好”这样的词语。Data起初不愿穿衣服，因为他认为不穿衣并不会使他受到伤害，但正常人是不能接受赤身裸体的机器人的，于是宋博士又设计了一个程序，命令Data穿衣服。为了节省Data的存储容量，宋博士曾决定删除Data早年的记忆，但此时Omicron Theta却遭到了攻击，宋博士的妻子已经对Data产生了感情，视Data为自己的儿子。她为了避免宋博士将Data当做试验品拆解，便趁着星球被攻击时将Data关闭，并在他们逃离星球时把Data留在了这个星球上。

## 学院生活
2338年2月2日，星际联邦星艦的黎波里號发现了尚在Omicron Theta的Data，并重新开启了他。随后星际舰队决定将Data送到星舰学院中学习。在申请入学时，Data遭到了一名评估委员的反对，该委员称Data并没有生物的特性，因此反对他入学。但Data仍然进入了星舰学院，并在该学院学习了4年。
在学院的这4年，Data在成绩上有着优越的表现，但由于缺乏对人性的认知，Data常常成为恶作剧的对象，也很难交到朋友。虽然在社交上Data的表现并不如意，他仍在2345年以极其优越的成绩从星舰学院毕业，被畢凱艦長招募到聯邦星艦波西亞號當首席科學官。

## 服役

### 联邦星舰波西亞号
在分配到联邦星舰波西亞號之后，Data成为了一名少尉。3年后，Data由于有着优越的表现而得以晋升为上尉。直至2365年，Data共获得了4枚勋章。

### 联邦星舰企业号
2364年，Data被调至联邦星舰企業號 (NCC-1701-D)上担任二副职位。2368年，Data已经与1754个外星种族进行了第一次接触。由于Data不需要睡眠，他一直被任命为舰桥的值班人员。而Data的私人舱房则位于企业号的2层3653房。有时Data会亲自执行一些舱外任务，这是因为他并不惧怕辐射等外太空恶劣环境的影响，Data的机器人特性给了企业号极大的帮助。

在電影《星艦迷航記X：星戰啟示錄》，2379年，百科為了救畢凱艦長，將他從一艘羅慕倫彎刀級戰鳥上傳送出去，並且悄然地說聲"再見"，然後將其摧毀。犧牲了自己並拯救了聯邦星艦企業號 (NCC-1701-E)的船員們。然而，百科將他的記憶核心傳輸到了他失散的兄弟B-4中，這是在鷹眼不情願的幫助下完成，鷹眼表示擔心這只會讓B-4成為百科精良的複製品。

在影集《星際爭霸戰：畢凱》，2399年，百科死後，傳輸給B-4的記憶核心未能成功控制資料，導致百科的記憶資料丟失。

## 个人爱好

### 全息影像
Data酷爱夏洛特·福尔摩斯，他也十分喜爱阅读用全息技术做成的福尔摩斯侦探小说。Data还有打扑克牌的爱好。在星际旅行系列中，Data曾在全息影像甲板上与霍金（由史蒂芬·霍金亲自扮演）、爱因斯坦和牛顿这三位不同时期的物理学家一起玩过扑克牌。

### 艺术和宠物
Data对于地球文明的艺术十分痴迷，他有着高超的绘画技术，还创造过许多艺术品。Data还会演奏小提琴、吉他和双簧管。在《星际旅行X：复仇女神》中，Data还在婚礼上演唱过艾文柏林的經典歌曲Blue Skies。Data还拥有一只名为斑点（Spot）的宠物猫。